# Colonia Félix Olvera
Colonia Félix Olvera är en ort i Mexiko.   Den ligger i kommunen Chapantongo och delstaten Hidalgo, i den sydöstra delen av landet, 100 km nordväst om huvudstaden Mexico City. Colonia Félix Olvera ligger 2 441 meter över havet och antalet invånare är 386.
Terrängen runt Colonia Félix Olvera är lite kuperad. Runt Colonia Félix Olvera är det ganska tätbefolkat, med 155 invånare per kvadratkilometer. Närmaste större samhälle är Nopala de Villagran, 5,9 km väster om Colonia Félix Olvera. I omgivningarna runt Colonia Félix Olvera växer huvudsakligen savannskog.